# Проект «Анна Николаевна»
«Прое́кт „А́нна Никола́евна“» — российский комедийный телесериал с элементами сатиры. Режиссёром первого сезона выступил Максим Пежемский, второго — Александр Карпиловский. Премьера телесериала состоялась 26 марта 2020 года в онлайн-кинотеатре «Кинопоиск». Премьера второго сезона — 16 сентября 2021 года.
15 сентября 2023 года телесериал был официально продлён на третий сезон.

## Сюжет

### Первый сезон
Юмор в «Проекте „Анна Николаевна“» начинается c абсурдной завязки: в вымышленном «Центре инновационных технологий МВД» создают робота-полицейского — девушку-андроида (Зоя Бербер), задача которой — защищать порядок, строго следуя трём законам робототехники. Она внешне неотличима от человека и, по утверждению создателей, может даже «симулировать оргазм ради потенциальных задач, связанных с разведкой», почти неуязвима, в совершенстве владеет оружием и техникой рукопашного боя, мгновенно ищет информацию и обладает энциклопедическими знаниями по любой теме.
Для полевых испытаний андроида под видом дочери замминистра Анны Николаевны Королькевич, которая должна набраться опыта в органах, отправляют улучшать показатели раскрываемости в ОВД провинциального города Корчма под надзор Виктора Галузо (Сергей Гармаш). Поначалу коллеги относятся с недоверием к Анне Николаевне и её «слишком правильным» методам работы, но вскоре принимают её, а сама девушка-андроид становится более человечной.
Параллельно с провинциальными детективными историями, доходящими до абсурда, развиваются личные сюжетные арки героев, построенные вокруг непринятия обществом инаковости. Так начальник уголовного розыска Андрей Пожарский (Антон Филипенко), который тяжело переживает расставание и избегает отношений с влюблённой в него Настей (Маруся Климова), влюбляется в Анну Николаевну, по ходу сюжета узнаёт её природу и оказывается перед выборами между своими чувствами и идеальной, социально приемлемой спутницей в виде Насти. Оперативник Слава Ляпин (Фёдор Лавров) счастлив рядом с Женей (Анна Котова-Дерябина), но та работает проституткой, и он не решается сделать ей предложение.

### Второй сезон
Действие второго сезона переносится в Москву, куда сотрудников корчмовского ОВД переводят за заслуги. 
После событий финала первого сезона андроида Анну Николаевну сменяет настоящая, подарившая свою внешность роботу-полицейскому. Развиваются новые детективные, романтические и приключенческие линии, а новой темой для юмора становится адаптаций провинциальных полицейских к жизни и работе в столице.

### Специальные выпуски
Действие специального новогоднего выпуска (2021) разворачивается в конце 2012 года, когда согласно календарю майя должен наступить конец света. В канун праздника рядом с Корчмой терпит крушение НЛО, и в помощь Пожарскому для расследования событий отправляют Антона Николаевича Королёва, который на деле оказывается Анной Николаевной.

## Актёры и персонажи

### В главных ролях
| Актёр           | Роль                                                                      |
| --------------- | ------------------------------------------------------------------------- |
| Зоя Бербер      | капитан Анна Николаевна / Анна Николаевна Королькевич полицейский-андроид |
| Антон Филипенко | майор Андрей Маратович Пожарский начальник угро                           |
| Маруся Климова  | Настя участковый терапевт                                                 |
| Сергей Гармаш   | полковник Виктор Сергеевич Галузо начальник ОМВД                          |
| Фёдор Лавров    | Вячеслав Ляпин оперативник                                                |
| Кузьма Сапрыкин | Сергей Мокрый оперативник                                                 |

### Актёры второго плана
| Актёр                | Роль                                                            |
| -------------------- | --------------------------------------------------------------- |
| Антон Васильев       | Виктор Свищёв актёр театра, зять колдуньи Грымовой, жених Насти |
| Никита Тарасов       | Борис Анатольевич Назимов помощник Шагалова                     |
| Анна Котова-Дерябина | Женя проститутка, невеста Ляпина                                |
| Ирина Розанова       | Ирина Викторовна Лебедева-Корсак мама Пожарского                |
| Алексей Шильников    | Вадим Самсонов мажор (5-6 серии)                                |
| Дмитрий Поднозов     | Денис Анатольевич Шагалов учёный, создатель андроида            |
| Юлия Ауг             | Татьяна бывшая жена Галузо                                      |
| Александра Сыдорук   | Женя Бубнова                                                    |
| Александр Ильин      | генерал полиции Александр Евгеньевич Супрун куратор проекта     |
| Даниил Чибриков      | Игнат сын Насти                                                 |
| Екатерина Ильина     | Вероника внучка хозяйки иконы (4 серия)                         |
| Михаил Шеломенцев    | Матюшенко врач скорой помощи (4 серия)                          |
| Владимир Бирюков     | Бугров врач скорой помощи (4 серия)                             |
| Сергей Епишев        | Егор Марков учитель географии (5 серия)                         |
| Виктор Цекало        | Бубнов                                                          |
| Алиса Хазанова       | Елена Маркова учитель русской литературы (5 серия)              |
| Юлия Шубарева        | Людмила Ворошилова женщина, случайно убившая Васю (3 серия)     |
| Александр Баширов    | Кулёмин сосед сыродела (3 серия)                                |
| Дмитрий Быковский    | Сыров сыродел (3 серия)                                         |
| Владимир Синьгов     | фельдшер                                                        |
| Игорь Хрипунов       | Битов                                                           |
| Павел Деревянко      | камео                                                           |
| Александр Цекало     | камео                                                           |
| Михаил Пореченков    | Юрий Михайлович Полежаев тренер (7 серия)                       |
| Ксения Каталымова    | Юлия Колпакова вторая жена Галузо                               |
| Борис Каморзин       | Глеб Тимофеевич Самсонов местный олигарх (6 серия)              |
| Сергей Ланбамин      | Горчуков                                                        |
| Никита Кологривый    | Легашов                                                         |
| Тимофей Трибунцев    | Кирьяков жулик (6 серия)                                        |
| Ольга Румянцева      | Татьяна Викторовна Евсеева                                      |
| Ринат Муталлапов     | Михаил Евсеев                                                   |
| Алиса Гребенщикова   | Яна Михеева                                                     |
| Павел Ворожцов       | Игорь Константинович Ветошкин судмедэксперт                     |
| Дмитрий Богдан       | Щедрин майор полиции                                            |

### Эпизодические роли
| Актёр               | Роль                                                      |
| ------------------- | --------------------------------------------------------- |
| Дмитрий Куличков    | Дроздов (1 серия)                                         |
| Татьяна Рассказова  | Авдотья Грымова колдунья «Дуняша» (2, 7 серии)            |
| Николай Шрайбер     | Штырёв работник шиномонтажа, сообщник вора Васи (3 серия) |
| Андрей Феськов      | Денис Ворошилов муж Людмилы (3 серия)                     |
| Светлана Камынина   | Клопова (3 серия)                                         |
| Ян Цапник           | Михеев (5 серия)                                          |
| Александр Обласов   | Чепленок мужчина с ножом в спине (8 серия)                |
| Ксения Собчак       | ведущая ток-шоу                                           |
| Павел Деревянко     | камео                                                     |
| Александр Цекало    | камео                                                     |
| Александр Солоненко | мэр                                                       |
| Валентин Варецкий   | эксперт в студии ток-шоу                                  |
| Пётр Черняев        | эксперт в студии ток-шоу                                  |
| Константин Мурзенко | грибник                                                   |
| Леонид Громов       | рыбак                                                     |
| Артём Сучков        | Щеглов                                                    |
| Сергей Стёпин       | Птырин                                                    |
| Евгений Сытый       | Юдин                                                      |

## Производство
«Проект „Анна Николаевна“» — совместная работа «Кинопоиска» и продюсерской компания «Среда» Александра Цекало. Режиссёром первого сезона выступил Максим Пежемский, второго — Александр Карпиловский. Над сериалом работали сценаристы Дмитрий Лемешев (оба сезона) и Роман Непомнящий (первый сезон). Креативным продюсером обоих сезонов выступил Дмитрий Нелидов.
Первый сезон был снят летом 2019 года в Пушкине и Кронштадте. 28 апреля 2020 года, спустя 2 дня после выхода последней серии, сериал был продлён на второй сезон, о производстве которого создатели объявили осенью того же года. Съёмки второго сезона проходили в Москве. 19 мая 2025 года стало известно о начале съёмок 3 сезона. В этот же день стало известно, что Зоя Бербер и Сергей Гармаш не появятся в новом сезоне.

## Трансляция
Онлайн-премьера первого сезона «Проекта „Анна Николаевна“» прошла 26 марта 2020 года на «Кинопоиске». Почти сразу после финала сезона стриминговый сервис получил несколько предложений о продаже прав на телевизионный показ сериала и сделал выбор в пользу телеканала ТНТ, который включил сериал в летнюю сетку вещания.
Премьера второго сезона состоялась на «Кинопоиске» 16 сентября 2021 года. В апреле 2022 года сериал вышел на ТНТ, а в мае — на телеканале «TV1000 Русское кино» и стриминговом сервисе viju, входящих в холдинг платного телевещания Viasat.

## Оценки и критика
«Проект „Анна Николаевна“» был тепло встречен критиками и зрителями и стал первым собственным проектом «Кинопоиска», который вошёл в пятёрку самых просматриваемых шоу на площадке (2020). Рейтинг сериала на «Кинопоиске» после выхода первого сезона составил 7,6. Второй сезон закрепил успех: по итогам премьерного сентября 2021 года он занял второе место по числу зрителей, уступив только пятому сезону «Рика и Морти». В ноябре сериал возглавил рейтинг популярности сериалов сайта о кино «Фильм Про».
Из-за сеттинга провинциального детектива с героем-роботом зрители иронично сравнивали «Проект „Анна Николаевна“» с «Терминатором» и «Приключениями Электроника» и классикой «ментовского» сериала — «Улицами разбитых фонарей». При этом рецензенты отмечали, что вопреки поверхностному образу типичной российской комедии «Проект „Анна Николаевна”» имеет в основе интересный драматургический конфликт (противопоставление сухой логики андроида и иррациональности человека, в котором именно андроид становится носителем человеческих ценностей) и рассуждает на темы эмансипации, идентификации и принятия инаковости. Помимо лёгкого юмора авторы используют инструменты сатиры в отношении тем патриотизма и отношения к власти, гомофобии и объективации — последние две темы ряд критиков не оценил, сочтя неполиткорректными и неуместными в современном сериале.
К сильным сторонам «Проект „Анна Николаевна“» рецензенты отнесли ярких героев и экранную химию Бербер (Анна Николаевна) и Филипенко (Пожарский). Более того, после выхода второго сезона Бербер была номинирована на звание актрисы года по версии журнала Glamour. Недостатком, который мог оттолкнуть от сериала нетерпеливых зрителей, критики сочли экспозицию и относительно слабый юмор в первых эпизодах обоих сезонов — который, впрочем, исправился по мере развития сюжета.

## Список сезонов
| Сезон | Сезон | Серии | Период трансляции             |
| ----- | ----- | ----- | ----------------------------- |
|       | 1     | 8     | 26 марта — 26 апреля 2020     |
|       | 2     | 8     | 16 сентября — 28 октября 2021 |
|       | 3     | 16    | 2026                          |

## Эпизоды

### Сезон 1
| № Серии | Описание | Премьера       |
| ------- | --- | -------------- |
| 1       | Анна Николаевна поступает на службу в районный отдел полиции провинциального городка и участвует в расследовании дела о нападении на инкассаторов. | 26 марта 2020  |
| 2       | Колдунья заказывает убийство собственного зятя. | 1 апреля 2020  |
| 3       | В речке выловлен труп. В процессе расследования раскрываются несколько краж. | 4 апреля 2020  |
| 4       | Полиция ищет старинную икону, а Пожарский обнаруживает истинную природу Анны Николаевны. | 9 апреля 2020  |
| 5       | Ляпин, Мокрый и Королькевич ищут, кто нападает на засады с радаром, а Пожарский разбирается с конфликтом учительской пары, красит свою машину в розовый цвет и решается на серьёзные отношения с Анной Николаевной, которую сбивает пьяный мажор-малолетка.                                                        | 13 апреля 2020 |
| 6       | Оперативники раз за разом пытаются арестовать мажора, которого прикрывает папаша-олигарх, параллельно ввязываясь в авантюру с подставной взяткой. В конце концов Самсонова-младшего находит и арестовывает Анна Николаевна, за что на неё организовывается покушение. В результате о роботе узнаёт общественность. | 16 апреля 2020 |
| 7       | Анну Николаевну возвращают в райотдел. Мокрый с Ляпиным расследуют дела о фальшивомонетчике и об отравлении. Назимов похищает и перепрограммирует андроида, а когда её находят оперативники, похищает сына Насти — Игната.                                                                                         | 23 апреля 2020 |
| 8       | Пока Мокрый с Ляпиным пытаются помочь мужчине с ножом в спине, Пожарский и Анна Николаевна разыскивают и освобождают Игната, задержав Назимова. После чего андроид меняет стратегию своего поведения, жертвуя собой и срывая эксперимент, чтобы уберечь людей от различных неприятностей.                          | 26 апреля 2020 |

### Сезон 2
| № Серии | Описание | Премьера         |
| ------- | --- | ---------------- |
| 0       | Анна Николаевна. Начало. Нулевая серия, спец эпизод. Доступно для просмотра с 01.01.2021. Действие происходит в 2012 году, в канун «конца света». | 1 января 2021    |
| 1 (9)   | Виктор Сергеевич начинает работать в Москве. Он поедет туда с неожиданно выжившим Пожарским, а также с Мокрым и Лапиным. Они поймают столичных преступников. | 16 сентября 2021 |
| 2 (10)  | Андрей встретится с Юлей, которая ранее жила за границей, и живой Анной Николаевной (она послужила прототипом для андроида, созданного Назимовым). | 23 сентября 2021 |
| 3 (11)  | Настя и Юля встретятся, ведь Настя ревнует Пожарского к Юле, ведь он (переписывается) с Юлей. Тем временем команда Галузо расследует дело о квартирном вопросе. | 30 сентября 2021 |
| 4 (12)  | Королькевич попадает служить к начальнику местного отдела внутренних дел Виктору Сергеевичу Галузо. | 30 сентября 2021 |
| 5 (13)  | Ляпин, Мокрый и Королькевич ведут поиски преступников, которые нападают на засады с радаром, в то время как Пожарский решает проблему с конфликтом учительской пары, перекрашивает свой автомобиль в розовый цвет и принимает решение начать серьёзные отношения с Анной Николаевной, которую сбивает пьяный водитель.                             | 7 октября 2021   |
| 6 (14)  | Полицейские тщетно пытаются привлечь к уголовной ответственности малолетнего, но за него вступается влиятельный папа. Одновременно с этим, они ввязываются в историю с подставной взяткой. В итоге мажора находит и арестовывает Анна Николаевна, за что на неё организовывается покушение. О роботе узнаёт общественность.                        | 14 октября 2021  |
| 7 (15)  | Анна Николаевна возвращается в районный отдел. Мокрый с Ляпиным ведут новые дела о фальшивомонетчике и об отравлении. Назимов решает похитить и перепрограммировать Анну Николаевну, а когда её находят оперативники, он похищает Игната — сына Насти.                                                                                             | 21 октября 2021  |
| 8 (16)  | В то время как Мокрый с Ляпиным пытаются казать помощь мужчине, раненному ножом в спину, Пожарский и Анна Николаевна находят и освобождают Игната, задержав Назимова. После этого, андроид принимает решение изменить модель своего поведения, и жертвуя собой – останавливает эксперимент, чтобы таким образом спасти людей от разных разрушений. | 28 октября 2021  |